# Sant Ramon de Vic
Sant Ramon de Vic és una església eclèctica de Sentfores al municipi de Vic (Osona) protegida com a Bé Cultural d'Interès Local.

## Descripció
Edifici religiós. Capella de nau única amb absis de planta semicircular peraltada. La façana es troba orientada a llevant. Presenta un portal d'arc de mig punt amb esqueixada i un trencaaigües al damunt, sostingut per mènsules. El mur de la façana s'obre a l'exterior mitjançant unes finestres geminades amb el capitell esculturat amb entrellaçats. El cos de l'edificació està decorat exteriorment amb arquets de tipus llombard que a la façana segueixen un ritme decreixent a partir del carener. Al damunt hi ha un campanar d'espadanya amb campana. És construït amb lleves de pedra, totxo i arrebossat. L'estat de conservació és bo.

## Història
Capella adscrita a les propietats de Sant Ramon, construïda arran de la prometença feta pels antics propietaris, Srs. Conill, que varen vendre el mas i les terres, conservant tan sols la capella.
Està dedicada a sant Ramon Nonat i a l'interior hi ha nombrosos exvots.